# Suore domenicane della Congregazione di Santa Maria Maddalena
Le Suore domenicane della Congregazione di Santa Maria Maddalena (in tedesco Dominikanerinnen zur Hl. Maria Magdalena; sigla O.P.) sono un istituto religioso femminile di diritto pontificio.

## Storia

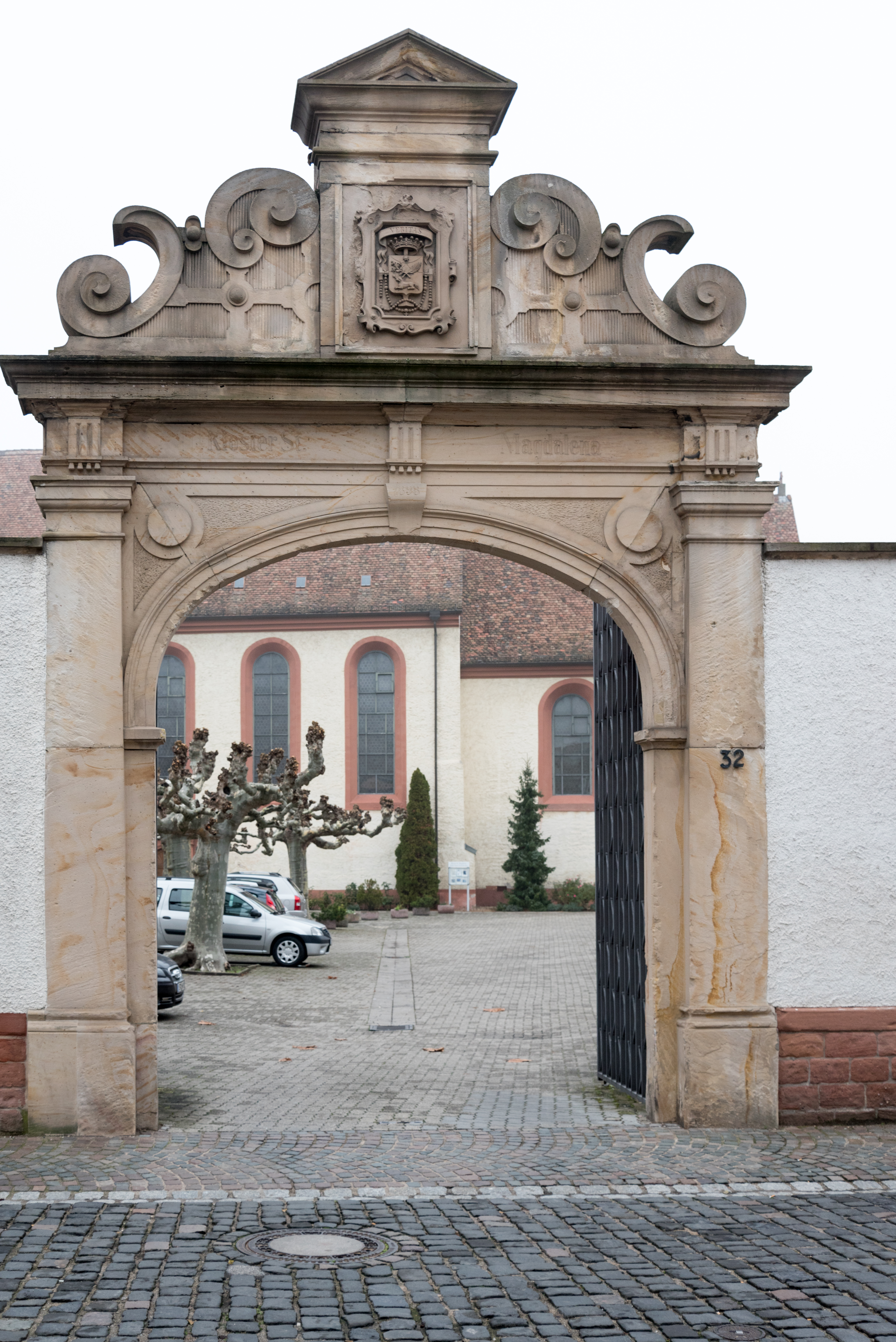
L'ingresso del monastero di Santa Maria Maddalena a Spira, casa-madre dell'istituto

Le origini della congregazione risalgono al monastero delle maddalene fondato nel 1225 a Spira da alcune religiose provenienti da St. Leon, nel Baden: accogliendo una supplica delle monache, il 12 marzo 1304 papa Benedetto XI affiliò il monastero al Second'ordine di San Domenico. Nel monastero predicarono Maestro Eccardo, Giovanni Taulero ed Enrico Suso.
Danneggiato nel corso della guerra dei trent'anni, il monastero fu soppresso nel 1802 ma fu riapero nel 1828 con il permesso del re di Baviera, che impose alle religiose di aprire una scuola primaria presso il loro cenobio: in seguito furono aperti anche un liceo-educandato e una scuola per maestre di lavori domestici.
Poiché gli obblighi monastici non consentivano alle religiose di dedicarsi pienamente all'insegnamento, il 25 settembre 1887 le monache passarono al Terz'ordine di San Domenico e adottarono le costituzioni delle suore di 's-Hertogenbosch. Le nuove costituzioni elaborate per la congregazione furono approvate definitivamente dalla Santa Sede il 19 giugno 1933.
Il regime nazional-socialista impedì alla congregazione di accettare nuove suore e costrinse le religiose a chiudere molte scuole in Germania, per cui tra il 1937 e il 1938 alcune religiose si trasferirono in Brasile e Perù dando inizio all'espansione missionaria dell'istituto.

## Attività e diffusione
Le suore si dedicano all'insegnamento, alla puericultura, alla catechesi, all'assistenza agli anziani, alla visita ad ammalati e carcerati.
Oltre che in Germania, sono presenti in Brasile e Perù; la sede generalizia è a Spira.
Alla fine del 2015 l'istituto contava 109 religiose in 13 case.